# Classe Mogador
La classe Mogador est une série de deux  grands contre-torpilleurs de la marine nationale française prévue dès 1935 et mise en service en 1939.

## Caractéristiques

Contre-torpilleur Mogador (1939)

Inspirés de la classe Le Fantasque, ces deux contre-torpilleurs sont très rapides (à ses essais le Volta atteint la vitesse de 43 nœuds)  et doivent servir d'éclaireurs aux cuirassés de classe Dunkerque. Avec leurs huit pièces de 138 mm en 4 tourelles doubles, ils ont une puissance de feu supérieure à celle de tous les contre-torpilleurs et destroyers en service en 1939.

## Navires
| Nom     | Chantier naval                             | Lancement        | Mise en service | Fin de service              |
| ------- | ------------------------------------------ | ---------------- | --------------- | --------------------------- |
| Mogador | Arsenal de Lorient                         | 9 juin 1937      | 8 avril 1939    | sabordé le 27 novembre 1942 |
| Volta   | Ateliers et chantiers de Bretagne à Nantes | 26 novembre 1936 | 6 mars 1939     | sabordé le 27 novembre 1942 |

## Service
Le Mogador (indicatif visuel (X61) et son sister-ship le Volta (indicatif visuel X62) sont intégrés à la Force de Raid lors de sa formation le 3 septembre 1939. Ils étaient présents lors de l'attaque des Britanniques à la bataille de Mers el-Kébir du 3 juillet 1940. Seul le Volta réussira à s'échapper et à rejoindre Toulon. Le Mogador, frappé par un obus de 380 mm, voit son arrière détruit par l'explosion de ses  grenades anti-sous-marines. Resté à flot, il sera réparé sommairement et ralliera Toulon le 1er novembre 1940.

Le Volta, en service, et le Mogador en réparations seront coulés lors du sabordage de la flotte française à Toulon le 27 novembre 1942 pour ne pas être capturés par les troupes allemandes.